# شکنج زاویه‌دار
شِکَنْج زاویه‌دار به بخشی از مغز گفته می‌شود که عمدتاً در ناحیه قدامی جانبی لوب آهیانه‌ای، نزدیک لبه فوقانی لوب گیجگاهی و بلافاصله در خلف شکنج فوق حاشیه قرار دارد. اهمیت آن در انتقال اطلاعات بصری به ناحیه ورنیکه به منظور ایجاد معنا از کلمات درک شده بصری است. همچنین در تعدادی از فرایندهای مربوط به زبان، پردازش اعداد و شناخت فضایی ، بازیابی حافظه، توجه و نظریه ذهن دخیل است.
آزمایش‌ها و پژوهش‌های اخیر این موضوع را مشخص کرده‌است که تحریک شکنج زاویه‌دار سمت راست علت تجربه‌های خارج از بدن است. تحریک شکنج زاویه‌دار چپ در یک آزمایش باعث شد که یک زن تصور کند که یک فرد سایه‌دار (فردی خیالی) پشت سر او کمین کرده است. تجسم سایه در واقع دوگانه ادراک شده از خود است. آزمایش دیگری از این دست به افراد مورد آزمایش این احساس را داد که روی سقف و از جسم خود به پرواز درآمده‌اند (گویی که از جسم خود فاصله گرفته همچون پرواز روح).
آسیب به شکنج زاویه‌دار به صورت سندرم گرستمن ظاهر می‌شود.